# Colecionador (Marvel Comics)
O Colecionador é um personagem fictício, presente nas histórias em quadrinhos do Universo Marvel, publicadas pela Marvel Comics. Apareceu a primeira vez na revista em quadrinhos norte-americana Avengers #28 (maio de 1966), como inimigo dos Vingadores e do Grandmaster. Foi criado por Stan Lee e Don Heck. Mais tarde foi revelado ser um dos "Anciões do Universo". É uma entidade cósmica de idade, limites de poderes e passado misteriosos. De aparência humanoide, ele singra o cosmo em sua base espacial, procurando espécies únicas ou em extinção, às quais aprisiona e estuda, acrescentando-as à sua coleção. Longe de se considerar um tirano, ele se acha um salvador, pois, em sua visão de mundo, a única maneira daquelas espécies sobrevivem é sob sua guarda.
A maior perda à sua coleção ocorreu quando Ária, a última representante da Raça Zennan, escapa do "Planeta-Prisão" do Colecionador e vai à Terra pedir a ajuda de Wolverine, para libertar as demais espécies cativas. Porém, quando Wolverine chega lá, o Planeta está sendo consumido por Galactus e, nem ele, nem o Colecionador conseguem impedi-lo.

## Em outras mídias

### Cinema
- O Colecionador aparece na primeira cena pós-crédito de Thor: O Mundo Sombrio sendo interpretado por Benicio Del Toro.[1]
- O personagem fez uma nova participação no filme Guardiões da Galáxia, interpretado novamente por Benicio Del Toro.
- O personagem fez uma nova participação no filme Vingadores Guerra Infinita, interpretado novamente por Benicio Del Toro